# Enxara dos Cavaleiros

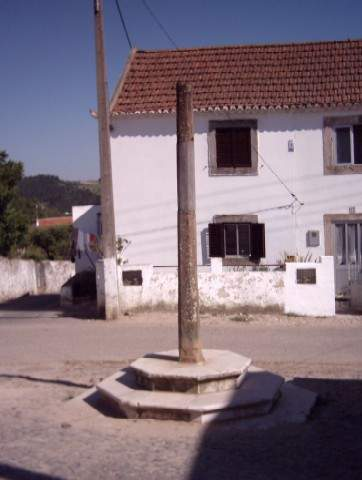
Pelourinho de Enxara dos Cavaleiros

A Enxara dos Cavaleiros é uma povoação portuguesa da antiga freguesia de Enxara do Bispo, atual freguesia de Enxara do Bispo, Gradil e Vila Franca do Rosário, no Município de Mafra, em Portugal. Até ao início do século XIX, foi a sede da freguesia onde se localiza actualmente.
Foi vila e sede de concelho, tendo recebido foral de D. Manuel em 1519. O pequeno município era constituído apenas por uma freguesia e tinha, em 1801, 1 383 habitantes.
No quadro das reformas dos governos liberais da primeira metade do século XIX, passou a contar com 4 freguesias por decreto de 6 de novembro de 1836: Gradil (cujo concelho foi extinto pelo mesmo decreto), Milharado e Sapataria (transferidas do concelho de Lisboa) .
No ano seguinte, pela lei de 12 de junho de 1837, perdeu a freguesia do Gradil para o recém-criado concelho de Azueira .
Por decreto de 21 de janeiro de 1847, o concelho de Enxara dos Cavaleiros foi extinto, tendo as três freguesias que então o compunham passado para o concelho da Azueira .
Nessa altura, a sede da freguesia passou para a povoação de Enxara do Bispo.
Com a extinção do concelho da Azueira, em 24 de outubro de 1855, a Enxara passou por fim ao concelho (atual município) de Mafra, onde ainda hoje se encontra.